# Шоттентор-Універзітет
48°12′54″ пн. ш. 16°21′48″ сх. д. / 48.2149° пн. ш. 16.3633° сх. д.
«Шоттентор-Універзітет» (також уживається коротка назва Шоттентор; нім. Schottentor-Universität) — станція Віденського метрополітену, розміщена на лінії лінії U2 між станціями «Шоттен-ринг» і «Ратгаус». Відкрита 30 серпня 1980 року у складі дільниці «Карлс-плац» — «Шоттен-ринг». З травня 2021 року по січень 2025 року станція була кінцевою на лінії U2 (на час реконструкція дільниці «Шоттентор-Універзітет» — «Карлс-плац»).
Розташована в 1-му районі Відня (Іннере-Штадт), біля Віденського університету.